# Мартін де Сааведра-і-Гусман
Мартін де Сааведра-і-Гусман, барон де Прадо (ісп. Martín de Saavedra y Guzmán; 30 квітня 1594 – 8 липня 1654) — іспанський аристократ, колоніальний чиновник і поет, президент Королівської авдієнсії Санта-Фе-де-Боготи від 1637 до 1645 року.

## Біографія
Походив з відомої дворянської родини. Здобув юридичну освіту. Очолював Королівський суд у Трані з поширенням юрисдикції на Барі (Неаполітанське королівство). Також він керував містами Карозіно та Ла-Коста.
1637 року був призначений на пост президента Королівської авдієнсії Санта-Фе-де-Боготи. За свого врядування в Новому Королівстві Гранада заснував у Боготі перший госпіс, а також сирітський притулок, що почав працювати 1642 року.
Разом з тим Сааведра був гульвісою та п'яницею. Наприкінці своєї каденції він був заарештований та засуджений до сплати значних штрафів за зґвалтування, корупцію (вимагав від місцевого населення хабарі за звільнення від праці в копальнях). Однак зумів виїхати до Мадрида, де й помер 1654 року.